# Kemal Malovčić
Kemal Malovčić (Sanski Most, 6. svibnja 1946.) je bosanskohercegovački pjevač narodne glazbe.

## Diskografija
- Oko Sane (1968.)
- Skitnica (1971.)
- Tražim pravu ljubav (1972.)
- Senada, Senada (1973.)
- Pesma o Bihaću (1974.)
- Ajka Banjalučanka (1975.)
- Što nam svadbu odgodi (1976.)
- Sad kod mene tuga srcem vlada (1977.)
- Hiljadu poljubaca šaljem ti draga (1978.)
- Stiglo pismo od rođenog brata (1979.)
- Gdje si sada leptirice moja (1982.)
- Doviđenja ja nemam strpljenja (1983.)
- Škorpijon sam ja (1984.)
- Okreće se kolo sreće (1985.) – Južni Vetar
- Ko gubi (1986.) – Južni Vetar
- Oženi me Babo (1987.) – Južni Vetar
- Zajedno u život novi (1988.) – Južni Vetar
- Prosjak ljubavi (1989.) – Južni Vetar
- Caru ide carevo (1990.) – Južni Vetar
- Ti si moj 13 broj (1991.) – Južni Vetar
- Bujrum (1993.)
- Neka paša, neka aga (1994.)
- Trn u oku (1995.)
- Eh da sam (1997.)
- Od toga dana (1998.)
- Dlan (1999.)
- Kolo sreće se okreće (2000.)
- Ranjeno je srce moje (2001.)
- Car ljubavi (2002.)
- Tek tek (2004.)
- Sretan put (2006.)
- Sikter (2007.)
- Deveram (2009.)
- Dame imaju prednost (2011.)
- Kralj pjesme (2016)
- Kao Nekad Na Balkanu (2017)
- Dupla gorka kafa (2018)
- Biba - Južni Vetar (2019)
- Pred Bogom smo svi isti (2019)
- Bore (2020)